# André Vonarburg
André Vonarburg, né le 16 janvier 1978 à Lucerne, est un rameur suisse. Vainqueur du classement général de la Coupe du monde en 1999 en quatre de couple, il participe depuis à quatre Jeux olympiques et est deuxième des Championnats d'Europe d'aviron 2009 en deux de couple avec Florian Stofer. André Vonarburg arrête sa carrière en 2012.

## Palmarès

### Jeux olympiques
- 2000 : 5e en quatre de couple
- 2004 : 8e en skiff
- 2008 : 9e en skiff
- 2012 : 12e en quatre de couple

### Championnats du monde
- 1997 : 17e en deux de couple
- 1998 : 9e en quatre de couple
- 1999 : 6e en quatre de couple
- 2001 : 12e en deux de couple
- 2003 : 11e en skiff
- 2006 : 9e en skiff
- 2007 : 9e en skiff
- 2009 : 7e en deux de couple
- 2010 : 11e en deux de couple
- 2011 : 9e en quatre de couple

### Championnats d'Europe
- 2009 : 2e en deux de couple
- 2010 : 6e en deux de couple[2]